# Dragon Age: Inkwizycja
Dragon Age: Inkwizycja (ang. Dragon Age: Inquisition) – komputerowa gra fabularna wyprodukowana przez studio BioWare. Została wydana 18 listopada 2014 roku w Stanach Zjednoczonych oraz 20 listopada 2014 roku w Europie przez Electronic Arts na platformach Microsoft Windows, PlayStation 4, PlayStation 3, Xbox One i Xbox 360.
Historia przedstawiona w Inkwizycji koncentruje się na postaci Inkwizytora, którego celem jest zażegnanie niepokojów toczących kontynent Thedas i zamknięcie tajemniczego rozdarcia na niebie znanego jako „Wyłom”. Przez Wyłom, jak również dziesiątki mniejszych rozdarć, z Pustki – krainy snów i duchów – do świata materialnego przedostają się niebezpieczne demony. Przez niektórych Thedasian Inkwizytor postrzegany jest jako wybraniec, ponieważ na ręce ma „znamię”, dające mu moc zamykania szczelin do Pustki. Inkwizytor zbiera tytułową Inkwizycję, wraz z którą ma powstrzymać Koryfeusza, starożytnego mrocznego pomiota odpowiedzialnego za powstanie Wyłomu, przed podbiciem Thedas.
Po premierze Dragon Age II niektóre media branżowe uznały, że seria przechodzi „kryzys tożsamości”, wskutek czego BioWare tworząc trzecią część, starało się połączyć ze sobą elementy z dwóch wcześniejszych odsłon. Produkcja gry rozpoczęła się w 2011 roku, a oficjalnie została zapowiedziana podczas targów Electronic Entertainment Expo 2013. Ścieżka dźwiękowa została w większości skomponowana przez Trevora Morrisa, który zastąpił Inona Zura, odpowiedzialnego za muzykę do dwóch poprzednich odsłon serii. Po premierze gra doczekała się kilku dodatków do pobrania.
Gra spotkała się z pozytywnym przyjęciem ze strony recenzentów, chwalących historię, voice acting, ścieżkę dźwiękową, szczegółowe lokacje i wciągającą walkę, krytykowana była jednak ze względu na problemy techniczne. Zdobyła ponad 150 nagród branżowych, w tym kilka tytułów gry roku.

## Opis

### Świat gry
Akcja Inkwizycji rozgrywa się na fantastycznym kontynencie Thedas znanym z poprzednich odsłon. Fabuła osadzona jest zarówno po wydarzeniach z Dragon Age II, jak i z książek Dragon Age: Rozłam oraz Cesarstwo masek. Cesarstwo Orlais targane jest wojną domową pomiędzy lojalistami rządzącej cesarzowej a potężną frakcją szlachciców widzących na tronie jej kuzyna, wielkiego księcia Gasparda. W międzyczasie buntują się Kręgi Maginów, w których magowie w odizolowaniu uczyli się magii, a sprawujący nad nimi templariusze wypowiadają posłuszeństwo Zakonowi – największej organizacji religijnej na kontynencie – co prowadzi do wojny pomiędzy magami a templariuszami. Odwiedzany przez gracza teren jest większy niż te z Początku i Dragon Age II razem wzięte, zaś tereny położone są na dwóch głównych terenach – królestwa Fereldenu, będącego miejscem akcji Początku, oraz Cesarstwa Orlais, do którego należy również historyczna kraina elfów Dalia.

### Postacie
W grze powracają postacie pojawiające się w poprzednich odsłonach, w tym m.in. Cullen Rutherford, Leliana, Kasandra Pentaghast i Varrik Tethras – dwoje ostatnich w charakterze członków drużyny, a dwoje pierwszych jako dowódca wojsk i szpiegmistrzyni Inkwizycji. Wśród nowych towarzyszy znajdują się: Solas, elfi apostata i specjalista od Puski oraz duchów; Blackwall, prowadzący samotny tryb życia szary strażnik z Wolnych Marchii; Sera, elfia złodziejka i członkini tajnego stowarzyszenia znanego jako Przyjaciele Rudej Jenny; Żelazny Byk, wojownik qunari dowodzący kompanią najemników i agent Ben-Hassrath; Vivienne, oficjalna zaklinaczka cesarskiego dworu Orlais; Dorian Pavus, mag z Imperium Tevinter oraz Cole – tajemniczy duch, pojawiający się wcześniej w powieści Rozłam. Antivańska szlachcianka i dyplomatka Józefina Montilyet pełni funkcję ambasadorki Inkwizycji.

### Fabuła
Akcja gry rozgrywa się cztery lata po wydarzeniach przedstawionych w Dragon Age II. Wobec dalszej eskalacji przemocy pomiędzy templariuszami i magami, boska – zwierzchniczka Zakonu – zwołuje konklawe, pokojowy szczyt mający doprowadzić do zakończenia konfliktu. W jego trakcie dochodzi do niewyjaśnionej magicznej eksplozji, która zabija wszystkich uczestniczących w spotkaniu z wyjątkiem grywalnej postaci. W jej wyniku na niebie powstaje również ogromna wyrwa nazwana Wyłomem, przez którą z Pustki – świata duchów – do świata materialnego przedostają się demony, jak również dziesiątki mniejszych szczelin. Grywalna postać dzięki znamieniu na ręce dysponuje mocą zamykania takich miejsc, nie pamięta jednak, co wydarzyło się podczas szczytu.
Kasandra Pentaghast i Leliana, dwie najbardziej zaufane współpracownice zmarłej boskiej, zgodnie z jej ostatnią wolą reaktywują Inkwizycję, której celem staje się zamknięcie Wyłomu i odnalezienie odpowiedzialnych za jego otwarcie osób. Chociaż udaje się tego dokonać, tego samego wieczora Azyl, siedziba Inkwizycji, zostaje zaatakowana przez Koryfeusza – starożytnego maga z Imperium Tevinter przemienionego w mrocznego pomiota, odpowiedzialnego za stworzenie Wyłomu. Koryfeusz, wspierany przez smoka, zdającego się być arcydemonem, niszczy Azyl. Grywalna postać pozostaje w tyle, żeby dać pozostałym członkom Inkwizycji czas na ucieczkę. Podczas konfrontacji Koryfeusz nazywa „Kotwicą” znamię na ręce postaci, które pojawiło się podczas wybuchu. Wyjaśnia, że dzięki niemu mógłby cieleśnie wejść do Pustki i zająć miejsce Stwórcy, samemu stając się bogiem. Próbuje usunąć Kotwicę z ręki postaci za pomocą magicznej elfiej kuli, znamię zostało już jednak trwale powiązane z postacią. Tej udaje się jednak uciec i dołączyć do pozostałych. Solas, sojusznik Inkwizycji, prowadzi jej członków do położonej wysoko w górach fortecy nazywanej Podniebną Twierdzą, która staje się nową siedzibą organizacji. Niedługo później grywalna postać zostaje oficjalnie ogłoszona Inkwizytorem i przywódcą Inkwizycji.
Inkwizytor – przy wsparciu Hawke’a, któremu po wydarzeniach z Dragon Age II udało się uciec z Kirkwall – bada sprawę zaginięcia szarych strażników, odkrywając, że zostali oni zmanipulowani przez Koryfeusza do stworzenia armii demonów. Hawke’owi, Inkwizytorowi i ich sojusznikowi z Szarej Straży udaje się cieleśnie dostać do Pustki, gdzie odkrywają wspomnienia z konklawe, które ujawniają, że Inkwizytor zyskał Kotwicę po dotknięciu tajemniczej kuli Koryfeusza, której pełną moc chciał odblokować dzięki krwi zniewolonych szarych strażników. Hawke bądź sojusznik z Szarej Straży poświęca się, żeby umożliwić pozostałym wydostanie się z Pustki, po czym Inkwizytor podejmuje decyzję odnośnie do dalszych losów pozostałych strażników – werbuje ich do Inkwizycji bądź nakazuje ich wygnanie z Orlais.
Inkwizytor udaje się na bal w Pałacu Zimowym, żeby doprowadzić do zakończenia wojny domowej w Orlais. Dołącza tam do niego Morrigan, doradczyni cesarzowej ds. magii. Za jej namową Inkwizytor udaje się do świątyni Mythal, żeby powstrzymać Koryfeusza przed zdobyciem eluvianu – potężnego artefaktu pozwalającego cieleśnie dostać się do Pustki. Inkwizycja jest świadkiem zniszczenia Koryfeusza przez obrońców świątyni, ten jednak odradza się w ciele pobliskiego szarego strażnika. Po dotarciu do świątyni Inkwizycja pozyskuje moc Studni Smutków, magiczny „klucz” do sieci eluvianów, zawierający również mądrość poprzednich sług Mythal, wiążących ich też z jej wolą. Flemeth, przybrana matka Morrigan, ujawnia, że w rzeczywistości to ona jest Mythal.
Studia ujawnia również, że kluczem do pokonania Koryfeusza jest jego smok zachowujący się podobnie jak arcydemon – w przypadku śmierci Koryfeusza, umożliwia mu „przeskoczenie” do innego ciała skażonego plagą. Inkwizytor konfrontuje się z Koryfeuszem, zabijając jego smoka, trwale zamykając Wyłom i więżąc Koryfeusza w Pustce, niszcząc jego ciało. Solas, znajdując zniszczoną kulę Koryfeusza, opuszcza Inkwizycję. Niedługo później wybrana zostaje nowa boska – w zależności od poczynań Inkwizytora, zostaje nią Leliana, Kasandra bądź Vivienne. W epilogu Flemeth spotyka się z Solasem, który okazuje się być Fen’Harelem – elfim bogiem zdrady. Solas wyjawia, że to on dał kulę Koryfeuszowi, ponieważ sam po stuleciach uśpienia był zbyt słaby, żeby odblokować jej moc. Chociaż żałuje tego, co zrobił, uważa, że jest zbyt ważny, żeby zginąć, ponieważ elfy go potrzebują. Kiedy Flemeth obejmuje Solasa, ten petryfikuje ją.

## Rozgrywka
Pod względem rozgrywki Inkwizycja zbliżona jest do swoich poprzedniczek. Gracz rozpoczyna od stworzenia swojej postaci, wybierając jej płeć, rasę (człowiek, krasnolud, elf lub wprowadzony w tej odsłonie qunari) oraz klasę i dostosowując wygląd.
Gra ma strukturę półotwartego świata, podzielonego na kilka obszarów, które gracz może swobodnie eksplorować. Ze względu na duży rozmiar lokacji, w grze po raz pierwszy w serii udostępniono wierzchowce, umożliwiające szybsze przemieszczanie się po świecie. Każdy odwiedzany region różni się od pozostałych klimatem i środowiskiem – podczas eksploracji świata Inkwizytor przemierza pustynie, moczary, góry, lasy, zamki czy miasta. Regiony odwiedzane przez postać nie są skalowane do jej poziomu doświadczenia, przez co część z nich może stanowić dla niej wyzwanie, podczas gdy inne okażą się zbyt łatwe. W każdym obszarze dostępne są dodatkowe czynności, takie jak zamykanie szczelin do Pustki, zajmowanie fortów czy zakładanie obozów, będących punktami szybkiej podróży. Wykonywanie takich czynności zapewnia punkty wpływów, pozwalające na odblokowywanie nowych ulepszeń dla Inkwizycji, oraz punkty władzy, niezbędne do odblokowywania kolejnych obszarów i dokonania postępów w fabule. Dodatkowo gracz może wykonywać zadania poboczne, „fedeksówki”, zbierać magiczne odłamki, rozwiązywać łamigłówki astrariów oraz gromadzić wpisy do Kodeksu, rozwijające wiedzę o świecie przedstawionym. W Podniebnej Twierdzy, siedzibie Inkwizycji, dostępny jest stół narad, z poziomu którego można odblokowywać nowe miejsca, otrzymywać nagrody i wpływy oraz dokonywać postępów w fabule. Umożliwia on również wysyłanie agentów na misje prezentowane w formie minigry tekstowej, a ich trudność wpływa na czas niezbędny na ich wykonanie oraz nagrody za ich wykonanie.
Jako Inkwizytor gracz podejmuje wybory, które w pewnym stopniu wpływają na przebieg rozgrywki oraz przyszłość Thedas. Inkwizytor może także przeprowadzać sądy nad określonymi postaciami niezależnymi, decydując o ich losie. Część postaci niezależnych zwerbować można jako agentów Inkwizycji. Odpowiednie opcje prowadzenia rozmowy wybierane są z koła dialogowego, a w zależności od rasy bądź klasy Inkwizytora mogą pojawiać się dodatkowe warianty wypowiedzi. W Podniebnej Twierdzy postać może rozmawiać z kompanami, którzy mogą pochwalać bądź nie pochwalać jego decyzji, oraz dowiadywać się więcej na ich temat. Poza dziewięcioma kompanami, którzy wspierają Inkwizytora bezpośrednio w walce, ważną rolę odgrywa troje doradców – spośród dwunastu tych postaci, z ośmioma można nawiązać romans. Część romansów jest ograniczona do konkretnej rasy lub płci.
Inkwizycja umożliwia wczytanie zapisów z dwóch poprzednich części, z których wybory znajdują odzwierciedlenie w świecie gry – zależnie od nich pewne postacie mogą się pojawić lub nie, mają one również minimalny wpływ na przebieg fabuły. Ponieważ gra opracowana została na innym silniku niż poprzedniczka, ze względu na co nie jest kompatybilna z ich zapisami, takowe stworzyć można za pośrednictwem opartej na technologii chmury aplikacji Dragon Age Keep, a następnie zaimportować do Inkwizycji. Aplikacja umożliwia stworzenie własnych zapisów poprzez wybranie kilkudziesięciu odpowiedzi na pytania dotyczące najważniejszych wydarzeń z dwóch poprzednich gier lub wczytanie zapisów z nich, które automatycznie zostaną przerobione na listę odpowiedzi.

### Walka
Gracz może wybrać jedną z trzech klas postaci – wojownika, maga bądź łotrzyka – z których każda charakteryzuje się innymi statystykami i atrybutami. Przykładowo, łotrzykowie polegają głównie na zręczności do wyprowadzania ciosów krytycznych, a wojownik na sile, żeby zadawać jak największe obrażenia. Część zdolności polega na wyczerpującym się zasobie wytrzymałości i many. W miarę atakowania przeciwników, cała drużyna gracza zyskuje tzw. skupienie, które pozwala na korzystanie ze specjalnych zdolności. Walka koncentruje się na umiejętności odpowiedniego przygotowania i ustawienia drużyny. Gracz może przełączać się pomiędzy Inkwizytorem a jego kompanami. Kontrolę nad niesterowanymi postaciami przejmuje sztuczna inteligencja, działająca w oparciu o schematy zachowań ustawione w menu taktyk. Gracz może skorzystać również z trybu taktycznego, obecnego wcześniej w komputerowej wersji Początku. Pozwala on na zatrzymanie gry, wydanie rozkazów drużynie i zaplanowanie ruchów, a następnie wznowienie rozgrywki. W trybie taktycznym kamera umieszczona jest nad postaciami, co pozwala lepiej rozeznać się w najbliższym otoczeniu i rozstawieniu jednostek wroga.
Zabijanie przeciwników i wykonywanie zadań zapewnia punkty doświadczenia – po zdobyciu odpowiedniej ich liczby postać awansuje na kolejny poziom, co zwiększa jej zdrowie i statystyki, pozwalając również wydać punkty umiejętności na odblokowanie nowych talentów. Na statystyki postaci wpływają również noszone przez nie elementy ubioru. W Podniebnej Twierdzy możliwe jest modyfikowanie zbroi i broni oraz tworzenie nowych w oparciu o znalezione schematy. Wykorzystanie rzadszych materiałów pozwala na stworzenie lepszego wyposażenia. Broń i zbroje można ulepszać za pomocą akcesoriów oraz run, nadających im nowe właściwości, a na statystyki postaci wpływają noszone akcesoria, takie jak pierścienie czy amulety. Gracz w pewnym stopniu może również modyfikować Podniebną Twierdzę, a zmiany te mają drobny wpływ na umiejętności szpiegowskie, kupieckie lub bojowe Inkwizycji.
W Inkwizycji dodany został komponent wieloosobowy, opisywany przez BioWare jako doświadczenie w stylu gier z gatunku dungeon crawl. W trybie tym czterech graczy wciela się w agentów Inkwizycji, współpracujących ze sobą w celu pokonania kolejnych fal coraz trudniejszych przeciwników. Tryb współpracy jest całkowicie niezależny od samej gry, odblokowane tam postępy nie przenoszą się do Inkwizycji, a postacie gracza rozwijane są niezależnie od siebie.

## Produkcja
BioWare zaczęło prace nad Inkwizycją w 2011 roku. Podstawowe założenie gry – obecność inkwizycji dowodzonej przez postać gracza – pierwotnie miało zostać zrealizowane w kontynuacji Początku, jednak pomysł ten został porzucony wobec nacisków Electronic Arts, domagającego się przyspieszenia prac nad Dragon Age II. Faza koncepcyjna rozpoczęła się w 2011 roku, a produkcja w 2012. Pierwotnie rozważano stworzenie kolejnej gry osadzonej w uniwersum Jade Empire z 2006 roku bądź zupełnie nowej marki. Ostatecznie zdecydowano się na opracowanie nowej odsłony Dragon Age, uznano bowiem, że gracze są jej bardziej świadomi niż Jade Empire, z kolei nowa marka może okazać się zbyt dużym i ryzykownym przedsięwzięciem. Głównym scenarzystą projektu ponownie został David Gaider, z kolei funkcje reżysera kreatywnego i producenta wykonawczego objęli, odpowiednio, Mike Laidlaw i Mark Darrah. Reżyserami dźwięku, podobnie jak przy Dragon Age II, byli Jeremie Voillot i Michael Kent. 31 października 2014 roku ogłoszono, że gra jest gotowa do tłoczenia.

### Zmiana silnika
Poprzednie dwie odsłony Dragon Age powstały na autorskim silniku BioWare, Eclipse, nie był on jednak zaprojektowany z myślą o otwartym świecie i rozgrywce wieloosobowej, nie był on również w stanie generować odpowiednio wysokiej jakości oprawy graficznej. Dodatkowo, Electronic Arts nalegało, żeby wszystkie wydawane przez nich gry powstawały na tym samym silniku. Ostatecznie BioWare skontaktowało się z DICE w celu wykorzystania Frostbite 3, napędzającego wcześniej gry z serii Battlefield. Studio nigdy wcześniej nie miało do czynienia z tą technologią, a eksperymentowanie z nią rozpoczęło od stworzenia Blackfoot, wieloosobowego projektu osadzonego w uniwersum Dragon Age. Przejście na nowy silnik okazało się dla BioWare’u znaczącym przedsięwzięciem, a w celu lepszego spożytkowania środków i zasobów ludzkich zdecydowano się skasować Exalted March, ostatni planowany dodatek do Dragon Age II. Rozpoczynając prace nad Inkwizycją, studio napotkało na wiele problemów produkcyjnych, spowodowanych technicznymi ograniczeniami silnika DICE. Frostbite został zaprojektowany z myślą o strzelankach pierwszoosobowych i nie obsługiwał funkcji typowych dla gier fabularnych, takich funkcji jak statystyki, zapisywanie gry, rozmowy czy przerywniki filmowe, jak również nie radziło sobie z animowaniem niestandardowych postaci czy czworonogów. Zmusiło to studio do znaczącego zaktualizowania silnika, żeby takie elementy mogły znaleźć się w powstającej grze. Wielu projektantów wskazywało, że praca z Frostbite’em jest frustrująca, a John Epler, projektant Inkwizycji, nazwał je „najgorszym doświadczeniem”, z jakim miał do czynienia w BioWare. Sprawę dodatkowo pogarszało DICE, które wprowadzało do silnika własne poprawki, przez co wersja opracowywana przez BioWare stawała się niestabilna. Użycie Frostbite’u znacząco pomogło jednak zespołowi artystycznemu, którego członkowie, wykorzystując narzędzia silnika, mogli szybko tworzyć duże i zróżnicowane środowiska.
BioWare planowało wydać Inkwizycję na komputery osobiste, PlayStation 4 i Xboksa One. Electronic Arts obawiało się, że rosnąca popularność gier mobilnych może osłabić sprzedaż konsol, zmusiło więc studio do opracowania dodatkowo wersji na PlayStation 3 i Xboksa 360. Techniczne ograniczenia konsol siódmej generacji stworzyły jednak kolejne problemy. Laidlaw i Darrah chcieli, żeby użytkownicy każdej platformy otrzymali taką samą grę, przez co z Inkwizycji wycinano kolejne elementy działające na komputerach i nowszych konsolach, ale niedziałające na starszych. Część z usuniętych funkcji Laidlaw i Darrah przedstawili w wersji demonstracyjnej gry na targach PAX Prime 2013, a obejmowały one m.in. zniszczalne otoczenie i system symulujący wojnę, w ramach którego gracze musieli dbać o odpowiednią siłę wojsk w pobliżu przyczółków Inkwizycji. Laidlaw dodał, że funkcje te zostały usunięte, ponieważ „nie zostały dostatecznie rozwinięte i przetestowane” i mogły wpłynąć na spójność rozgrywki. W książce Jasona Schreiera Krew, pot i piksele Laidlaw i Darrah przyznali, że wersja prezentowana podczas PAX Prime nie była prawdziwa, a jedynym jej celem było pokazanie czegoś, co odwróci uwagę od kiepskiego przyjęcia Dragon Age II.
Problemy techniczne prowadziły do kolejnych opóźnień. Matthew Goldman, dyrektor artystyczny, proces produkcji Inkwizycji podsumował słowami: „Musieliśmy zrobić grę na nowe konsole, na nowym silniku, stworzyć nową rozgrywkę, zbudować największy świat, jaki dotąd zrobiliśmy, oferując najwyższy standard w naszej historii, korzystając z narzędzi, które nie istnieją”. Przez pierwszych kilka lat produkcji opracowywany produkt był niegrywalny. Darrah poprosił Electronic Arts o możliwość przesunięcia premiery o rok ze względu na problemy techniczne, chcąc dodać też więcej elementów, jak chociażby więcej grywalnych ras. Na późniejszym etapie produkcji problem został zmniejszony, kiedy BioWare’owi i DICE udało się nawiązać lepszą współpracę, co doprowadziło do przyspieszenia postępów w 2014 roku. Mimo wszystko zespół nie miał dość czasu, ponieważ gra miała zostać wydana pod koniec 2014. Ze względu na to, że druga część nie została przyjęta najlepiej, Inkwizycja musiała być sukcesem, którym studio odzyska zaufanie zawiedzionych fanów. W drugiej połowie 2014 zespół rozpoczął okres pracy w nadgodzinach przez długi czas.

### Rozgrywka
Dragon Age II, osadzone w całości w mieście-państwie Kirkwall, spotkało się z krytyką ze względu na powtarzane przez całą grę miejsca. Żeby odpowiedzieć na ten problem, BioWare postanowiło, że Inkwizycja charakteryzować będzie się bardziej otwartą strukturą. Na liście gier, którym pracownicy studia mieli „uważnie się przyglądać” podczas produkcji Inkwizycji, znalazło się m.in. The Elder Scrolls V: Skyrim. Darrah zauważył również, że od czasów Baldur’s Gate II: Cieni Amn gry BioWare’u stawały się coraz mniejsze, a celem Inkwizycji był powrót do większej skali i możliwości eksplorowania. Zamiast jednego wielkiego otwartego świata, zdecydowano się podzielić go na kilka oddzielnych, otwartych lokacji, co zdaniem Laidlawa pozwoliło na większe zróżnicowanie i „dawało graczowi możliwość odpocząć od oglądania w kółko tego samego”. Poszczególne lokacje charakteryzowały się bardziej liniowym projektem niż otwarty świat Skyrim, a czynności możliwe do wykonania w nich ostatecznie wyczerpywały się. Miało to na celu sprawienie, żeby gracze wracali do Podniebnej Twierdzy i angażowali się dalej w wątek fabularny bądź odblokowywali nowe obszary. Chociaż w grze pojawiają się otwarte przestrzenie, czynności, które można w nich wykonywać, są niezbyt znaczące. Spowodowane było to w dużym stopniu problemami z silnikiem, które uniemożliwiały producentom przeprowadzenie rzetelnych testów, a kiedy studio uświadomiło sobie istnienie takiego problemu, nie miało już czasu na jego naprawę. Po premierze Laidlaw stwierdził, że projekt zadań był „płytki”, a Inkwizycja ma problemy z utrzymaniem odpowiedniego tempa w przypadku graczy chcących ukończyć wszystkie aktywności.
Po negatywnym odbiorze Dragon Age II i kontrowersjach związanych z zakończeniem Mass Effect 3, zespół zapytał graczy na swoim oficjalnym forum, co chcieliby zobaczyć w Inkwizycji. Po dwóch grach z rzędu, które spotkały się ze znaczącą krytyką fanów, studio celowało w stworzenie tytułu, który odzyska ich zaufanie. Laidlaw dodał, że „chcieli, żeby Inkwizycja była czymś, na co ludzie wskażą i powiedzą: »Wreszcie się ogarnęli i przypomnieli sobie, co w tej serii jest ważne«”. Według Raya Muzyki, współzałożyciela BioWare’u, Inkwizycja jest mieszanką dwóch wcześniejszych części. Darrah stwierdził, że przywrócenie widoku taktycznego, większy poziom trudności i większa różnorodność dostosowywania postaci były bezpośrednią odpowiedzią na krytykę Dragon Age II i próbą zbliżenia trzeciej odsłony do Początku, charakteryzującego się wolniejszym i bardziej rozbudowanym systemem walki. Gracze mogą również wybrać rasę Inkwizytora – opcja ta została przywrócona po krytyce drugiej części, w której Hawke był człowiekiem, a wybrać można było jedynie jego klasę. W odpowiedzi na krytykę interfejsu użytkownika z Dragon Age II, który w odczuciu graczy został opracowany pod wydania konsolowe i nie uwzględniał komfortu graczy pecetowych, komputerowa wersja Inkwizycji doczekała się interfejsu dostosowanego pod klawiaturę i mysz.

### Scenariusz
Zespół uznał, że historii Hawke’a brakowało „przejrzystości” i była „zawiła”, co miało stanowić jednej z głównych powodów, dla których części graczy nie spodobało się Dragon Age II. Uznano, że przyczynił się do tego brak głównego złoczyńcy, zaś scenariusz opowiadał o tym, jak ważne wydarzenia w Kirkwall wpływają na życie Hawke’a. W rezultacie scenariusz Inkwizycji poszedł tropem Początku, a Inkwizytor jest znacznie aktywniejszym bohaterem, którego działania kształtują świat, a nie na odwrót. Chociaż centralnym punktem fabuły jest próba dostąpienia boskości przez Koryfeusza, koncentruje się ona również na dążeniach Inkwizycji do stania się znaczącą i wpływową organizacją. Scenarzyści wprowadzili zmiany do systemu rozmów. Dodatkowe dialogi ukryte zostały pod opcją „zbadaj” – celem tego rozwiązania była chęć umożliwienia graczom poznawania historii we własnym tempie. Ograniczone zostały wprowadzone w Dragon Age II ikony wskazujące na ton wypowiedzi postaci, ponieważ część graczy uznała je za mylące i prowadzące do wybierania niechcianych wariantów rozmów. Kiedy ikony takie pojawiają się w Inkwizycji, pozwalają na wybór większej liczby opcji, twórcy uznali bowiem, że reagowanie na ważne wydarzenia pozwoli graczom na lepsze wyrażenie samych siebie.
W Inkwizycji powraca wiele postaci obecnych w dwóch wcześniejszych odsłonach. Według Laidlawa, wybrane zostały tylko te postacie, które mogłyby „dodać coś emocjonalnego”. Zespół podjął próby zróżnicowania postaci pod względem płci, rasy i klas. Postacie, które mogły zginąć w Początku lub II otrzymały w Inkwizycji mniej znaczące role, ponieważ nie musiały być obecne u każdego grającego. Według Gaidera, najłatwiejszą do wprowadzenia postacią był Varrik, który bez względu na wszystko przeżywa w Dragon Age II, gdzie – podobnie jak w Inkwizycji – odgrywa znaczącą rolę. Chociaż w grze powraca Hawke z drugiej części, twórcy zdecydowali się nie wprowadzać do gry Bohatera Fereldenu z Początku. Jako powód podano fakt, że postać ta była niema, a udźwiękowienie jej mogłoby zniechęcić do niej graczy. Zespół zatrudnił byłego reportera kryminalnego, którego celem było prześledzenie wszystkich mediów z franczyzy Dragon Age, żeby upewnić się, że Inkwizycja nie przeczy ustanowionemu już kanonowi i mitologii świata przedstawionego. W celu śledzenia statusu wszystkich postaci utworzona została wewnętrzna strona typu wiki.
W Inkwizycji usunięto obecny w poprzednich grach system podarunków dla towarzyszy, żeby zawieranie przyjaźni i nawiązywanie romansów było bardziej naturalne. Zamiast tego towarzysze Inkwizytora reagują na jego poczynania, a podarunków nie można już wykorzystywać do sztucznego podbijania przyjaźni. Usunięty został wskaźnik poparcia kompanów, którego stopień gracz musi ocenić sam, zwracając uwagę na subtelne wskazówki, takie jak chociażby sposób, w jaki witają Inkwizytora. Inspirację dla nowego systemu relacji stanowiły gry Persona 4, The Darkness i The Last of Us. W odróżnieniu od Dragon Age II, gdzie niemal wszyscy towarzysze byli biseksualni, postacie, z którymi Inkwizytor może nawiązać romans, mają inne orientacje seksualne. BioWare opisało jednego z nich, Doriana, jako pierwszego „stuprocentowo homoseksualnego” kompana płci męskiej.

### Dźwięk
Voillot odpowiadał głównie za kwestie techniczne udźwiękowienia, podczas gdy Kent za stronę artystyczną. Poszczególne aspekty delegowali pracownikom, którzy brali odpowiedzialność za powierzone im zadania. Voillot i Kent stwierdzili, że techniczne i artystyczne aspekty Inkwizycji, w tym odpowiednie wytyczne odnośnie do dźwięku, zostały określone na wczesnym etapie preprodukcji. Już wtedy zrealizowano wiele kwestii związanych z udźwiękowieniem, opierając się zaledwie na grafikach koncepcyjnych. Jednymi z ważniejszych decyzji, jakie podjęli na tym etapie, było chociażby wybranie mikrofonu do nagrania dialogów czy znalezienie kompozytora. Decyzja o zatrudnieniu Trevora Morrisa w miejsce Inona Zura, odpowiadającego za muzykę do dwóch wcześniejszych części, była zamierzoną zmianą, mającą na celu wprowadzenie do serii czegoś nowego.
Głównym wyzwaniem dla Kenta i Voillota było zapewnienie wysokiej jakości dźwięku do gry o wielkiej skali, przy jednoczesnym stworzeniu „dynamicznego i wiarygodnego tła dźwiękowego” zwiększającego immersję. Voillot współpracował również z programistami dźwięku w zakresie wykorzystania funkcji audio silnika Frostbite w grze fabularnej, która pod względem wymagań technicznych znacznie różni się od strzelanek pierwszoosobowych. Voillot naciskał na usunięcie takich funkcji jak chociażby tagowanie animacji czy umieszczenie emiterów dźwięku, żeby programiści mogli skoncentrować się na tworzeniu dźwięków wysokiej jakości. Wprowadzono systemy półproceduralne, chociaż programiści dźwięku musieli ręcznie programować kluczowe momenty fabuły.
Raney Shockne napisał kilka piosenek wykonywanych przez niezależną bohaterkę Maryden Halewell w tawernie w Podniebnej Twierdzy. Piosenki wykonała Jelizawieta Chripunowa, która dubbingowała również Halewell w angielskiej wersji gry. Chripunowa stwierdziła, że nagrywanie utworów do gry komputerowej było objęte tajemnicą, a dodatkowo jako wykonawca nie miała dużej możliwości na dodanie czegoś od siebie, ponieważ twórcy dokładnie wiedzieli, czego chcą i za co zapłacili. Od twórców otrzymała polecenie nagrania „folkowych ballad w stylu celtyckich trubadurów”, a od Shockne’a instrumenty i słowa. Ponieważ wymowa piosenek miała być szczegółowo określona, część z nich nagrywała ponownie. Ze względu na popularność piosenek, zostały one zamieszczone na minialbumie Dragon Age: Inquisition – The Bard Songs. Pomiędzy 26 stycznia a 9 lutego 2015 roku był on dostępny do pobrania za darmo, następnie trafił do sprzedaży na różnych platformach dystrybucji cyfrowej.
| Dragon Age: Inquisition – 2014 | Dragon Age: Inquisition – 2014            | Dragon Age: Inquisition – 2014 |
| Nr                             | Tytuł utworu                              | Długość                        |
| ------------------------------ | ----------------------------------------- | ------------------------------ |
| 1.                             | „Dragon Age: Inquisition – Main Theme”    | 2:52                           |
| 2.                             | „Escape from the Fade”                    | 1:14                           |
| 3.                             | „The Wrath of Heaven”                     | 5:25                           |
| 4.                             | „Calling the Inquisition”                 | 2:52                           |
| 5.                             | „Champions of the Just”                   | 3:56                           |
| 6.                             | „Lord Seeker”                             | 2:08                           |
| 7.                             | „In Hushed Whispers”                      | 4:49                           |
| 8.                             | „Sacrifice”                               | 1:01                           |
| 9.                             | „Alexius”                                 | 2:35                           |
| 10.                            | „In Your Heart Shall Burn”                | 1:34                           |
| 11.                            | „The Dawn Will Come”                      | 1:58                           |
| 12.                            | „Journey to Skyhold”                      | 1:48                           |
| 13.                            | „The Western Approach”                    | 2:07                           |
| 14.                            | „Siege of Adamant”                        | 1:14                           |
| 15.                            | „Adamant Fortress”                        | 4:16                           |
| 16.                            | „The Fall”                                | 2:08                           |
| 17.                            | „The Place of All Fears”                  | 2:42                           |
| 18.                            | „Nightmare’s End”                         | 0:40                           |
| 19.                            | „Val Royeaux”                             | 1:12                           |
| 20.                            | „Wicked Eyes and Wicked Hearts”           | 3:35                           |
| 21.                            | „The Inquisition Marches”                 | 1:46                           |
| 22.                            | „The Lost Temple”                         | 6:50                           |
| 23.                            | „Death on the Bridge”                     | 2:26                           |
| 24.                            | „Guardians of the Past”                   | 3:14                           |
| 25.                            | „The Well of Sorrows”                     | 2:00                           |
| 26.                            | „Call His Wrath”                          | 1:52                           |
| 27.                            | „The Lie in Which You Linger”             | 3:14                           |
| 28.                            | „Battle in the Sky”                       | 1:05                           |
| 29.                            | „Tooth and Scale”                         | 3:45                           |
| 30.                            | „Let the Skies Boil”                      | 0:40                           |
| 31.                            | „Doom Upon All the World”                 | 3:48                           |
| 32.                            | „Orb of Destruction”                      | 1:19                           |
| 33.                            | „The Scar”                                | 0:56                           |
| 34.                            | „Return to Skyhold”                       | 2:13                           |
| 35.                            | „Epilogue”                                | 1:10                           |
| 36.                            | „The Elder One Theme”                     | 4:28                           |
| 37.                            | „Orlais Theme”                            | 2:44                           |
| 38.                            | „Thedas Love Theme”                       | 1:59                           |
| 39.                            | „A World Torn Asunder (Gameplay Trailer)” | 2:03                           |
|                                |                                           | 1:37:38                        |

| Dragon Age: Inquisition – The Bard Songs – 2015 | Dragon Age: Inquisition – The Bard Songs – 2015 | Dragon Age: Inquisition – The Bard Songs – 2015 |
| Nr                                              | Tytuł utworu                                    | Długość                                         |
| ----------------------------------------------- | ----------------------------------------------- | ----------------------------------------------- |
| 1.                                              | „I Am the One”                                  | 1:58                                            |
| 2.                                              | „Once We Were”                                  | 2:10                                            |
| 3.                                              | „Empress of Fire”                               | 2:04                                            |
| 4.                                              | „Enchanter”                                     | 3:23                                            |
| 5.                                              | „Oh, Grey Warden”                               | 2:12                                            |
| 6.                                              | „Nightingale’s Eyes”                            | 1:52                                            |
| 7.                                              | „Bard Maker”                                    | 1:36                                            |
| 8.                                              | „Sera Was Never”                                | 1:45                                            |
| 9.                                              | „Rise”                                          | 1:26                                            |
| 10.                                             | „Samson’s Tale”                                 | 1:10                                            |
|                                                 |                                                 | 19:36                                           |

## Marketing i wsparcie popremierowe
Gra – jeszcze pod tytułem Dragon Age III: Inquisition – została zapowiedziana przez Electronic Arts we wrześniu 2012 roku. Ujawniono wtedy, że powstaje one przy współpracy studiów BioWare’u w Edmonton i Montrealu. Pierwotnie premiera planowana była na koniec 2013 roku, jednak podczas targów E3 2013 ogłoszono, że została przesunięta na koniec 2014. Electronic Arts postanowiło porzucić cyfrę w tytule, twierdząc, że jest to „zupełnie nowy rozdział w uniwersum Dragon Age”, a nie tylko bezpośrednia kontynuacja. Premiera przewidziana na 7 października 2014 nie doszła do skutku i została przesunięta o sześć tygodni, żeby dać twórcom dodatkowy czas na doszlifowanie gry. Inkwizycja trafiła do sprzedaży 18 listopada w Ameryce Północnej i 21 listopada w Europie. Gra nie została wydana w Indiach, żeby „uniknąć naruszenia tamtejszego prawa”. Przed premierą Inkwizycji udostępniona została przeglądarkowa aplikacja Dragon Age Keep, pozwalająca wygenerować stan świata, który można zaimportować do gry przed jej rozpoczęciem. W aplikacji dostępna była również tekstowa gra Dragon Age: The Last Court opracowana przez Failbetter Games, dezaktywowana przez Electronic Arts pod koniec 2020 roku. Na oficjalnej stronie BioWare’u udostępniona została minigra Quest for the Red Lyrium Reapers, której ukończenie odblokowywało w Inkwizycji bronie inspirowane motywem czerwonego lyrium. W październiku 2015 bronie te zostały później udostępnione wszystkim graczom za pośrednictwem łatki nr 11. Poza standardową wersją, do sprzedaży trafiły również wydania kolekcjonerskie oraz „deluxe”, zawierające m.in. ścieżkę dźwiękową oraz dodatkowe przedmioty do wykorzystania w grze. Premierę gry poprzedzało wydanie powieści Dragon Age: Cesarstwo masek Patricka Weekesa, a 18 listopada 2014 do sprzedaży trafił artbook The Art of “Dragon Age: Inquisition”.
W grudniu 2014 roku wydane zostało darmowe rozszerzenie do trybu wieloosobowego, Zniszczenie, a w maju 2015 kolejne – Zabójca smoków. W popremierowych łatkach dodawane były również kolejne postacie do tego trybu. Pierwsze rozszerzenie fabularne, Szczęki Hakkona, zostało wydane 24 marca 2015. Wprowadzało one do gry nowy obszar – Kotlinę Mroźnego Grzbietu – i koncentrowało się na historii pierwszej Inkwizycji. 5 maja udostępniono Czarne Emporium, dodające do gry sklep z unikatowymi przedmiotami oraz zwierciadłem pozwalającym zmienić wygląd grywalnej postaci. 6 lipca 2015 ogłoszono, że ze względu na ograniczenia techniczne konsol siódmej generacji, kolejne dodatki nie będą już dla nich dostępne, gracze otrzymają jednak możliwość przeniesienia zapisanych stanów gry na nowsze urządzenia. Ostatnim dodatkiem wydanym na PlayStation 3 i Xboksa 360 były Awarskie łupy, stanowiące pakiet dodatkowych broni i zbroi, debiutujące 9 lipca. 22 lipca udostępniono podobny pakiet, Łupy qunari. 11 sierpnia premierę miało drugie fabularne rozszerzenie, opracowane przez BioWare Austin Zstąpienie, którego fabuła rozgrywa się na Głębokich Ścieżkach. 8 września ukazał się ostatni dodatek, Intruz, będącym rozgrywającym się dwa lata po finale Inkwizycji epilogiem. Rozwija on zakończenie gry oraz domyka wiele niedokończonych wcześniej wątków. 6 października ukazała się Dragon Age: Inkwizycja – Edycja „Gry roku”, zawierająca podstawową wersję gry wraz z całą dodatkową zawartością udostępnioną po premierze.

## Odbiór gry
Gra spotkała się z pozytywnym przyjęciem ze strony krytyków. Średnia jej ocen, w zależności od platformy, oscyluje w granicach 85%-89% (patrz: tabelka „Recenzje gry”). W tygodniu premiery Inkwizycja znalazła się na 5. miejscu listy najlepiej sprzedających się gier w Wielkiej Brytanii. Według statystyk serwisu Chart-Track, w pierwszym tygodniu sprzedała się w niemal takiej samej liczbie kopii, co Dragon Age II w 2011 roku. Według przedstawionego przez Electronic Arts raportu fiskalnego za trzeci kwartał 2015 roku, Dragon Age: Inkwizycja była największym w historii BioWare’u sukcesem pod względem sprzedanych kopii.
Podczas gali The Game Awards 2014 oraz 18. ceremonii wręczenia D.I.C.E. Awards Dragon Age: Inkwizycja została uznana grą roku i fabularną grą roku, tytuł gry roku zdobyła również podczas gali wręczania SXSW Gaming Awards. Zdobyła również pięć NAVGTR Awards – za najlepszą grę, projekt kostiumów, reżyserię gry fantasy, projekt gry i montaż dźwięku. Krytycy uznali ją najlepszą grą fabularną targów E3 2014. Otrzymała także specjalne wyróżnienie podczas gali GLAAD Media Awards 2015.
Poza nagrodami branżowymi, Inkwizycja zdobyła również najwięcej tytułów gry 2014 roku – łącznie 138 (103 od mediów branżowych, 35 od czytelników), w tym m.in. od IGN, Ars Techniki, „Game Informera”, Polygonu, „Electronic Gaming Monthly” i Gry-Online.